# Mirjam Heimann
Mirjam Heimann (* 3. Dezember 1981 in Soest) ist eine deutsche Schauspielerin.

## Leben und Wirken
Heimann absolvierte von 2003 bis 2007 ein Schauspielstudium an der Hochschule für Musik, Theater und Medien Hannover. Während der Studienzeit trat sie bereits im Tournee-Theater Bochum im Stück Verbrechen und Strafe auf und hatte 2005 eine Hauptrolle in dem Film Jemand Anders unter der Regie von Felix Knöpfle. Sie wirkte in zahlreichen Theateraufführungen wie beispielsweise Macbeth oder Maria Stuart mit. In der Spielzeit 2007/2008 war sie am Schauspielhaus Zürich in dem Projekt Schorsch Kamerun von Schorsch Kamerun zu sehen. 
Von Juli bis Oktober 2007 spielte sie die Rolle der Susanne „Susi“ Breuer in der Sat.1-Telenovela Verliebt in Berlin. Von November 2009 bis September 2010 spielte sie in der Sat1.-Daily Soap Eine wie keine die Rolle der Lindi Kurowski. Von Juni 2013 bis November 2014 war sie in der ARD-Telenovela Sturm der Liebe in der Rolle Cornelia „Coco“ Conradi zu sehen.
Heimann lebt in Köln. Seit dem 24. Mai 2008 ist sie mit dem Schauspieler Christian Feist verheiratet, den sie im Jahr 2004 an der Schauspielschule kennenlernte. Das Ehepaar hat zwei Kinder.

## Filmografie
- 2006: Jemand anders
- 2007: Verliebt in Berlin (Fernsehserie, 90 Folgen)
- 2009–2010: Eine wie keine (Fernsehserie, 134 Folgen)
- 2010: Helfen und geholfen werden
- 2010: Wie erziehe ich meine Eltern? (Fernsehserie, 1 Folge)
- 2012: Tatort: Ihr Kinderlein kommet (Fernsehreihe)
- 2012: Der Staatsanwalt (Fernsehserie, 1 Folge)
- 2013: Heiter bis tödlich: Fuchs und Gans (Fernsehserie, 1 Folge)
- 2013: Woodcock (Kurzfilm)
- 2013–2014: Sturm der Liebe (Fernsehserie, 331 Folgen)
- 2015: Mila (Fernsehserie, 1 Folge)
- 2017: Tatort: Der wüste Gobi
- 2023: Unsere wunderbaren Jahre (Fernsehserie, 1 Folge)
- 2025: Cassandra (Fernsehserie)